# Andrew J. Hickey

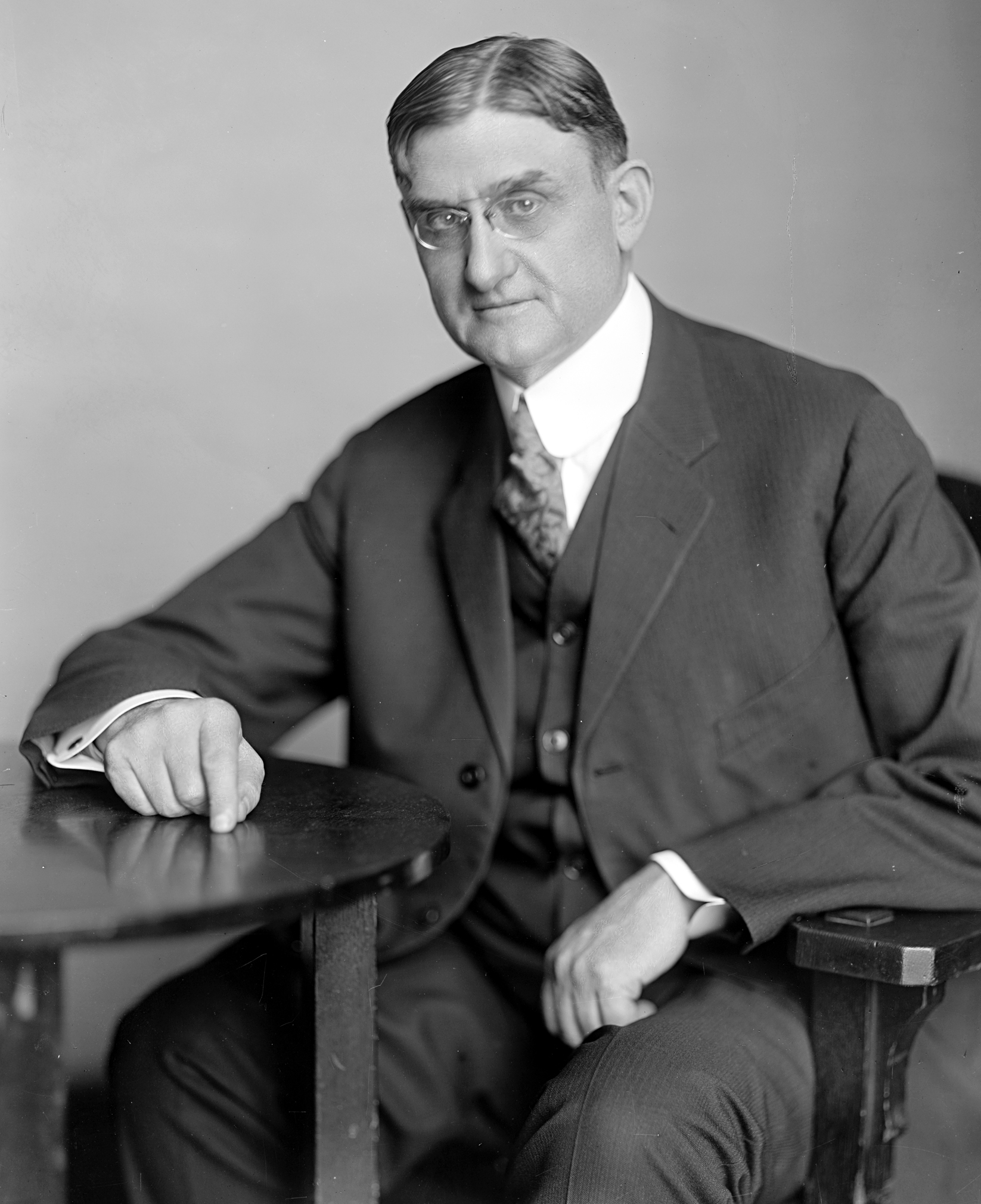
Andrew J. Hickey

Andrew James Hickey (* 27. August 1872 in Albion, Orleans County, New York; † 20. August 1942 in Buffalo, New York) war ein US-amerikanischer Politiker. Zwischen 1919 und 1931 vertrat er den Bundesstaat Indiana im US-Repräsentantenhaus.

## Werdegang
Andrew Hickey besuchte die öffentlichen Schulen seiner Heimat. Nach einem anschließenden Jurastudium an der Buffalo Law School und seiner Zulassung als Rechtsanwalt begann er ab 1897 in La Porte (Indiana) in diesem Beruf zu arbeiten. Gleichzeitig schlug er als Mitglied der Republikanischen Partei eine politische Laufbahn ein.
Bei den Kongresswahlen des Jahres 1918 wurde Hickey im 13. Wahlbezirk von Indiana in das US-Repräsentantenhaus in Washington, D.C. gewählt, wo er am 4. März 1919 die Nachfolge des Demokraten Henry A. Barnhart antrat. Nach fünf Wiederwahlen konnte er bis zum 3. März 1931 sechs Legislaturperioden im Kongress absolvieren. In den Jahren 1919 und 1920 wurden der 18. und der 19. Verfassungszusatz ratifiziert. Dabei ging es um das Verbot des Handels mit alkoholischen Getränken bzw. die bundesweite Einführung des Frauenwahlrechts. Seit Ende 1929 war auch die Arbeit des Kongresses von den Ereignissen der Weltwirtschaftskrise bestimmt.
Bei den Wahlen des Jahres 1930 verlor Andrew Hickey gegen den Demokraten Samuel B. Pettengill. 1932 wurde der 13. Kongressdistrikt von Indiana aufgelöst. In den Jahren 1934 und 1936 bewarb sich Hickey erfolglos in anderen Bezirken seines Staates um seine Rückkehr ins US-Repräsentantenhaus. Nach seiner Zeit im Kongress praktizierte er wieder als Anwalt. Andrew Hickey starb am 20. August 1942 während einer Autoreise in Buffalo; er wurde in La Porte beigesetzt.